# Hubert Banisz
Hubert Józef Banisz (ur. 16 lutego 1928 w Piekarach Śląskich, zm. 19 marca 1983 w Bytomiu) – piłkarz, reprezentant polski, olimpijczyk.
W Reprezentacji Polski rozegrał 6 spotkań, debiutował 25 maja 1952 w przegranym spotkaniu rozegranym w Bukareszcie z Reprezentacją Rumunii (1:0).
Wystąpił w 1952 na Igrzyskach Olimpijskich w Helsinkach, zagrał w obu spotkaniach rozegranych przez polską kadrę.

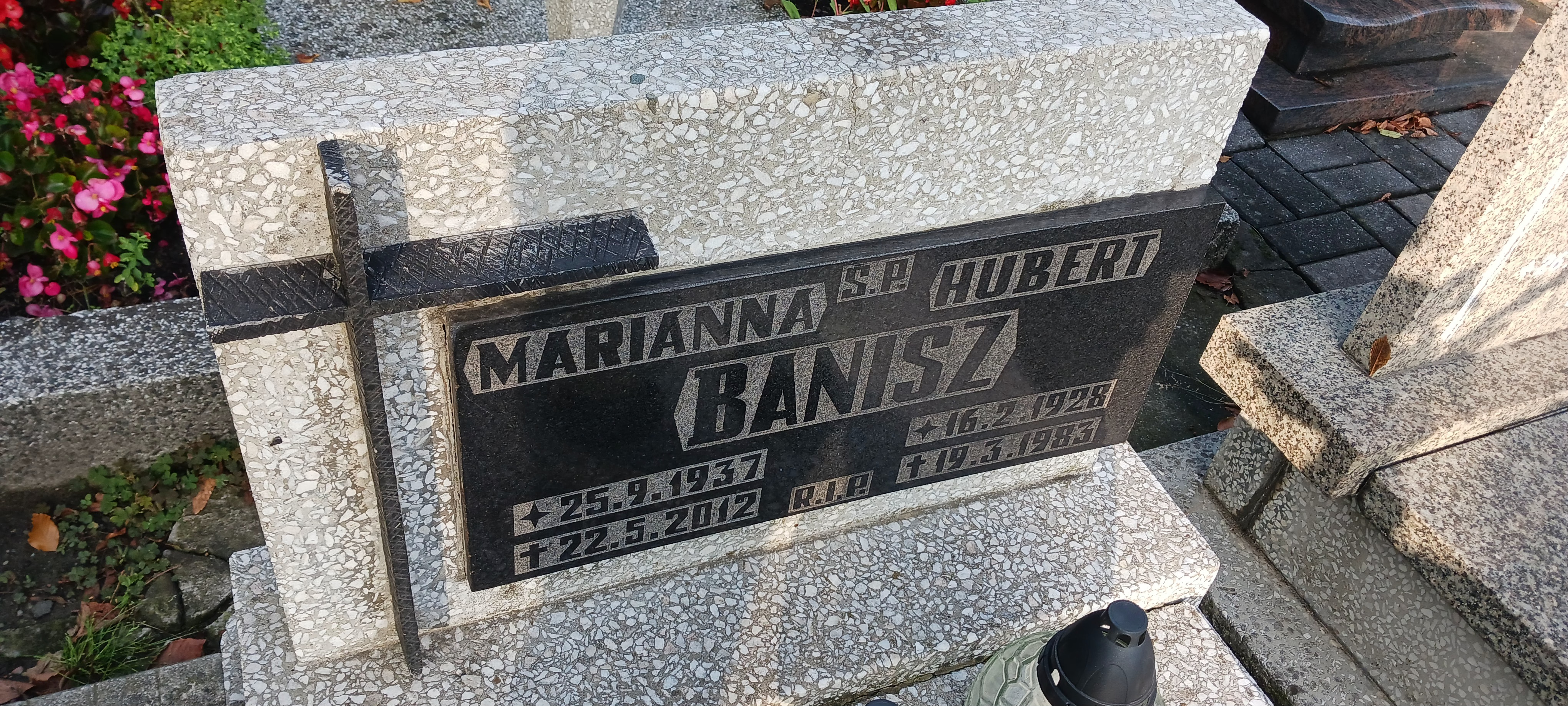
Grób Huberta Banisza na cm. parafialnym w Bytomiu-Szombierkach przy ul. Frycza-Modrzewskiego

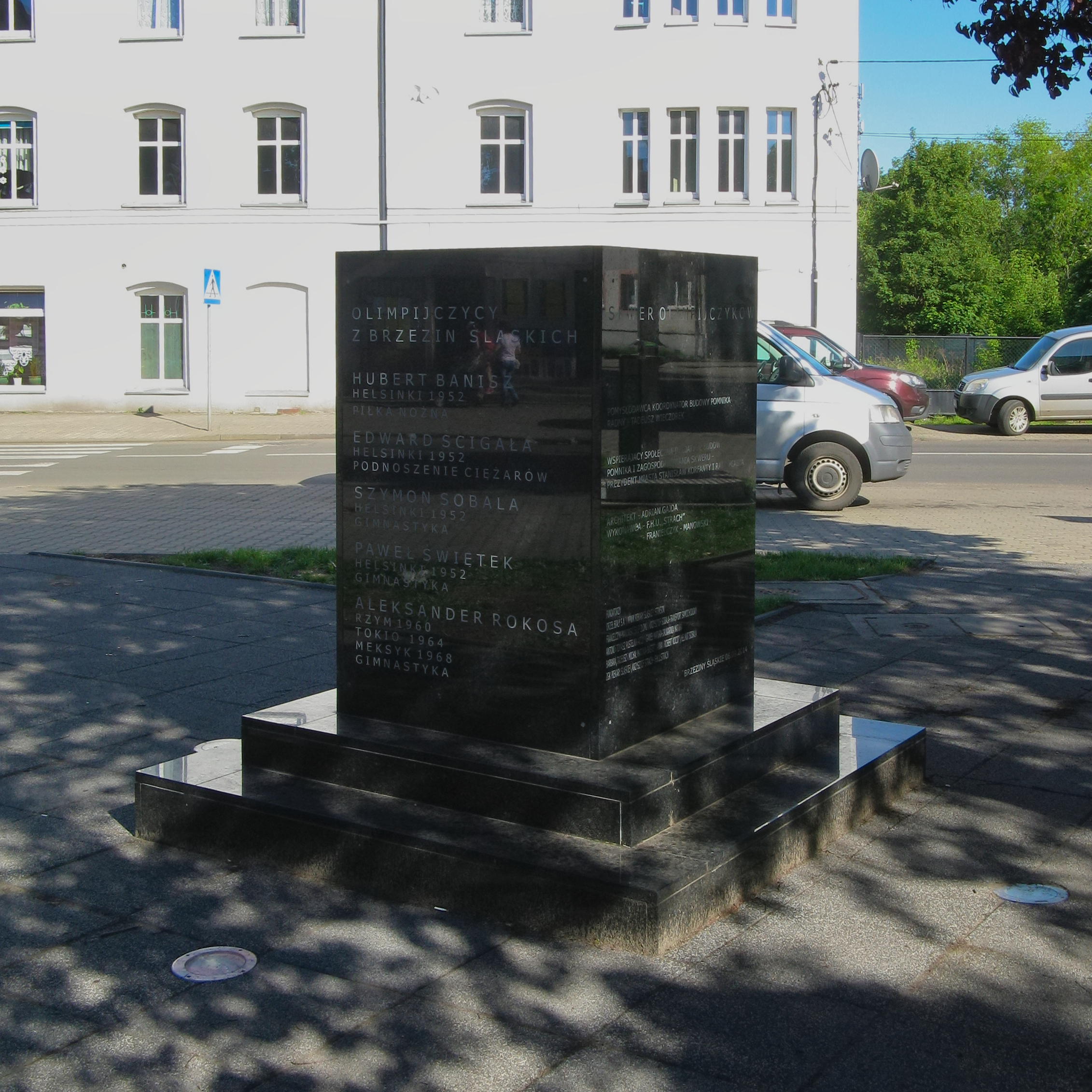
Pomnik olimpijczyków z Brzezin Śląskich w Piekarach Śląskich, upamiętniający m.in. Huberta Banisza (2018)